# Carmen Elena Figueroa
Carmen Elena Figueroa Rodríguez es una política salvadoreña y ganadora de un concurso de belleza.

## Miss Universo 1975
Figueroa fue la representante de El Salvador en el concurso de Miss Universo 1975 y se ubicó entre las primeras doce, convirtiéndose en la primera vez que una salvadoreña se ubica en las semifinales desde Maribel Arrieta en 1955.

## Asamblea Legislativa
Fue electa a diputada por el partido ARENA en la Asamblea Legislativa de El Salvador donde estuvo desde 2006 hasta 2015. Figueroa está casada y tiene dos hijos. Su padre, Carlos Humberto Figueroa, era coronel del ejército salvadoreño. A través de él, ella posee ascendencia española.